# Église Saint-Mathieu de Stainville
L'église Saint-Mathieu est une église catholique située à Stainville, en France.

## Localisation
L'église est située dans le département français de la Meuse, sur la commune de Stainville.

## Historique
L'église de style gothique flamboyant possède une tour-clocher. La chapelle seigneuriale était reliée au château par un pont aboutissant à la petite porte Renaissance encore visible sur le transept Sud. Cette présence seigneuriale se remarque aussi dans les traces d'un litre funéraire aux armes de la famille Morel. 
Le chemin de croix, de style romantique, est un cadeau de l'impératrice Eugénie lors de son passage en 1859.
L'édifice est classé au titre des monuments historiques en 1994.